# La Capelle-lès-Boulogne
La Capelle-lès-Boulogne – miejscowość i gmina we Francji, w regionie Hauts-de-France, w departamencie Pas-de-Calais.
Według danych na rok 1990 gminę zamieszkiwało 1331 osób, a gęstość zaludnienia wynosiła 205 osób/km² (wśród 1549 gmin regionu Nord-Pas-de-Calais La Capelle-lès-Boulogne plasuje się na 475. miejscu pod względem liczby ludności, natomiast pod względem powierzchni na miejscu 551.).